# كيت كاري
كيت كاري (بالإنجليزية: Kate Cary)‏ (4 نوفمبر 1967، برمنغهام في المملكة المتحدة)؛ كاتِبة مُتخصِّصة في أدب الأطفال وروائية بريطانية. درست في كلية رويال هولواي.